# Harari

Hararis läge i Etiopien.

Harari (amhariska: ሐረሪ) är en av tolv regioner (kililoch) i Etiopien, bildad 1996 när den nya, etniskt baserade federala indelningen av landet infördes. Regionhuvudstad är Harar. Regionen hade en folkmängd på 183 344 invånare vid folkräkningen 2007, på en yta av 311,25 km². Av dessa bodde 99 321 invånare i staden Harar. Harari är Etiopiens till ytan minsta region och täcker hararifolkets traditionella hemland. Den tillhörde tidigare provinsen Hararghe.